# Philippe Saurel
Pour les articles homonymes, voir Saurel.
Philippe Saurel, né le 17 décembre 1957 à Montpellier, est un homme politique français.
Membre du Parti socialiste jusqu’en 2014, il est conseiller général de l’Hérault de 1998 à 2014, maire de Montpellier de 2014 à 2020 et président de Montpellier Méditerranée Métropole de 2015 à 2020.

## Biographie
Philippe Saurel est né le 17 décembre 1957 à Montpellier, dans le quartier Boutonnet, d'un père instituteur de la ville et d'une mère infirmière originaire des Cévennes ; il a un frère et une sœur. Il suit son père dans plusieurs villages de l'Hérault au gré de ses mutations : Le Bousquet-d'Orb, Saint-Bauzille-de-Putois et Saint-Georges-d'Orques. Revenu à Montpellier, il étudie au lycée Joffre, en section littéraire, jusqu'au baccalauréat.
Après le baccalauréat, il effectue des études de chirurgien-dentiste, de sociologie, de psychologie et d'histoire de l'art. Il est titulaire d'un diplôme d'État de docteur en chirurgie dentaire obtenu en 1984 à l'université de Montpellier, d'un diplôme d'études universitaires générales (DEUG) d'histoire et d'histoire de l'art, et d'un diplôme d'études approfondies (DEA) de sociologie[réf. nécessaire].
À la sortie de la faculté d'odontologie, il s'installe dans le nouveau quartier d'Antigone. Marié, père de deux enfants, il met fin à son activité libérale en 2015. Il exerce toutefois encore une matinée par semaine à la clinique mutualiste de Montpellier.
Il a été membre de la loge Fidélité et Travail de Montpellier.

## Parcours politique
En 1994, il entre au Parti socialiste, à la suite d'une rencontre avec Georges Frêche en décembre 1993 ; il était investi dans la vie politique locale et membre de plusieurs associations depuis l'âge de 20 ans. Il devient secrétaire de section en 1996 puis conseiller fédéral et enfin conseiller national lors du congrès de Toulouse de 2012.
En 1995, il est élu pour la première fois conseiller municipal sur la liste menée par Georges Frêche, « Montpellier Librement ». Il est alors conseiller municipal délégué aux archives, chargé du 400e anniversaire de l'Édit de Nantes et des célébrations de l'An 2000.
En 1998, il est élu conseiller général du 3e canton de Montpellier et devient responsable des archives du département de l'Hérault et de la lecture publique. En 2001, Georges Frêche lui confie les affaires sociales.
En 2004, il est réélu conseiller général et Georges Frêche devient président de la région Languedoc-Roussillon. Il reste adjoint aux affaires sociales d'Hélène Mandroux, la nouvelle maire. En 2005, il devient adjoint à l'urbanisme et après les élections municipales de 2008, il est également adjoint au projet urbain et au patrimoine. Il est chargé du quartier Hôpitaux Facultés. En 2011, il est réélu conseiller général pour la 3e fois et devient adjoint au maire de Montpellier, chargé de la culture et du patrimoine.
Dès 2010, il fait part de son intention de se présenter aux élections municipales de 2014. Il refuse de se soumettre à une primaire « qu'il sait organisée par avance ». En raison du maintien de sa candidature jugée comme dissidente par le Parti socialiste, il est exclu le 7 janvier 2014. Philippe Saurel fait alors le choix de se présenter hors parti. Il annonce qu'il gouvernera avec des personnalités de tous bords, sa majorité étant composée de citoyens, divers gauche, écologistes n’ayant pas exercé pour la plupart des mandats politiques[réf. nécessaire].
La liste qu'il dirige l'emporte lors des élections municipales de 2014, en devançant de plus de dix points les listes du Parti socialiste et des Républicains au second tour. Alors qu'il était considéré comme le troisième homme du scrutin par les observateurs, sa victoire est une surprise. Il devient aussi président de Montpellier Agglomération à l'unanimité des 31 communes. Il devient en janvier 2015, président de Montpellier Méditerranée Métropole, issue de la transformation de l'agglomération par le vote des communes. Cette nouvelle entité regroupe 31 communes et 434 101 habitants sur un territoire de 423,21 km2.
Philippe Saurel est aussi président du conseil de surveillance du Centre hospitalier universitaire de Montpellier, président du conseil d'administration d'A.C.M. Habitat et président du conseil d'administration de Montpellier Events.
En juin 2015, il annonce sa candidature à la présidence de la nouvelle région Occitanie. Sa liste citoyenne recueille 5 % des suffrages (101 727 voix), seule liste citoyenne en France à atteindre ce seuil sans l'aide et le soutien d'un parti politique.
Lors de la campagne de la primaire citoyenne de 2017, il est considéré comme un proche de Manuel Valls. En janvier 2017, il apporte son soutien à la candidature d'Emmanuel Macron pour l'élection présidentielle de 2017, et intègre ainsi son équipe de campagne. Le 10 mai 2017, il annonce qu'il ne sera pas candidat suppléant aux élections législatives mais apporte son soutien à deux candidates de sa majorité municipale dont Patricia Mirallès qui est élue députée de la 1re circonscription,. À la veille du second tour des élections législatives de 2017, il annonce la création d'un groupe LREM et apparentés au sein de l'assemblée de Montpellier Méditerranée Métropole. Quelques jours plus tard, six vice-présidents de la Métropole sont démis de leurs fonctions après avoir refusé d'adhérer à ce groupe, et un septième démissionne de lui-même.
En mai 2019, il soutient Nathalie Loiseau et la liste Renaissance de La République en marche (LREM) pour les élections européennes. Il précise qu'il voit dans la liste LREM « la liste social-démocrate la mieux placée », ainsi que le meilleur choix pour « faire barrage » à « la montée de l'extrême droite en Europe »,.
Philippe Saurel est candidat à sa réélection aux élections municipales de 2020, sans affiliation à un parti politique. Alité à la suite d'une opération au genou, il entretient longtemps le doute sur sa candidature et la confirme moins d’un mois avant le scrutin. Il indique avoir rencontré Stanislas Guerini, délégué général de LREM, pour lui indiquer qu'il « ne [demande] pas l'investiture LREM », obtenue par le député Patrick Vignal. Sa liste est classée divers gauche par le ministère de l'Intérieur. Faisant face à 13 listes, soit l'une des offres les plus éclatées du pays, il arrive en tête du premier tour avec 19,11 % des voix, soit l’un des scores les plus bas pour un maire sortant. Les deux autres listes qualifiées sont celle du socialiste Michaël Delafosse (16,66 %) et celle de Mohed Altrad, dirigeant du groupe de BTP éponyme et président du Montpellier Hérault rugby (13,3 %), sans étiquette. Il est battu au second tour par Michaël Delafosse avec 34,65 % des voix,.
Le 2 mai 2022, il annonce sa candidature sans étiquette aux élections législatives dans la troisième circonscription de l'Hérault, affirmant être "réparé et candidat aux législatives". Il obtient 4,43% des suffrages et appelle à voter pour la candidate de la NUPES au second tour contre la candidate ex LR de LREM.

## Synthèse de son parcours
- 1995 : élu sur la liste « Montpellier Librement » conduite par Georges Frêche, il devient conseiller municipal de Montpellier.
- 1998 : élu conseiller général de l'Hérault (canton de Montpellier-3), il sera réélu en 2004 et en 2011. Il met fin en 2014 à son mandat à la suite de son élection à la mairie de Montpellier. C'est sa suppléante Michèle Dray-Fitoussi qui lui succède au sein de l'assemblée. Il devient conseiller communautaire, vice-président de la Commission « Lutte contre les inondations ».
- 2001 : élu conseiller municipal sur la liste conduite par Georges Frêche.
- 2001-2004 : adjoint au Maire chargé de la solidarité et du CCAS (Centre Communal d’Action Sociale), vice-président de la commission solidarité, Vice-président du CCAS de Montpellier, vice-président du CHU (Centre Hospitalier Universitaire).
- 2004 : adjoint au maire chargé de la solidarité auprès d'Hélène Mandroux devenue maire à la suite de l'élection de Georges Frêche à la région.
- 2005-2008 : adjoint au maire chargé de l'urbanisme, vice-président de la commission urbanisme.
- 2008 : élu conseiller municipal sur la liste conduite par Hélène Mandroux, responsable de l'urbanisme, du projet urbain, du secteur sauvegardé et patrimoine historique de la ville, de l’aménagement durable.
- 2011 : adjoint au Maire de Montpellier Hélène Mandroux, chargé de la culture et du patrimoine.
- 2012 : député suppléant d'Anne-Yvonne Le Dain.
- 2014 : maire de Montpellier et Président de l'Agglomération de Montpellier.
- 2015 : maire de Montpellier et Président de Montpellier-Méditerranée-Métropole.
- 2020 : battu aux élections municipales, redevient conseiller municipal et métropolitain d'opposition.

## Résultats électoraux

### Élections municipales
Les résultats ci-dessous concernent uniquement les élections où il est tête de liste.
| Année | Parti | Parti | Commune     | %        | %       | Sièges  |
| Année | Parti | Parti | Commune     | 1er tour | 2d tour | Sièges  |
| ----- | ----- | ----- | ----------- | -------- | ------- | ------- |
| 2014  |       | DVG   | Montpellier | 22,94    | 37,54   | 45 / 65 |
| 2020  | 19,11 | DVG   | Montpellier | 34,65    | 11 / 65 |         |

### Élections cantonales
| Année | Parti | Parti | Canton                  | %        | %       | Issue |
| Année | Parti | Parti | Canton                  | 1er tour | 2d tour | Issue |
| ----- | ----- | ----- | ----------------------- | -------- | ------- | ----- |
| 1998  |       | PS    | Canton de Montpellier-3 |          |         | Élu   |
| 2004  | 44,64 | PS    | Canton de Montpellier-3 | 61,65    | Élu     |       |
| 2011  | 43,98 | PS    | Canton de Montpellier-3 | 60,99    | Élu     |       |

### Élections régionales
| Année | Parti | Parti | Région                             | %        | Sièges  |
| Année | Parti | Parti | Région                             | 1er tour | Sièges  |
| ----- | ----- | ----- | ---------------------------------- | -------- | ------- |
| 2015  |       | DVG   | Languedoc-Roussillon-Midi-Pyrénées | 5,00     | 0 / 158 |

## Décorations
- Chevalier de la Légion d'honneur Il est fait chevalier le 12 juillet 2013[32].
- Ordre de l'Amitié (Russie)[33].
- Ordre du Mérite Culturel Coréen